# Cho Dong-gun
Dans ce nom, le nom de famille, Cho, précède le nom personnel.
Cho Dong-Gun est un footballeur sud-coréen né le 16 avril 1986. Il évolue au poste d'attaquant.